# Kolozsvári Magyar Diákszövetség
A Kolozsvári Magyar Diákszövetség (KMDSZ) a kolozsvári felsőfokú oktatási intézmények magyar diákjainak 1990 óta hatékonyan működő érdekképviseleti, érdekvédelmi és kulturális szervezete. A KMDSZ önálló jogi személyiségű, nonprofit és apolitikus civil egyesület. Működésének alapját a diákszövetség tagjainak önkéntes munkája képezi. Főbb céljai az önálló magyar nyelvű felsőfokú oktatási intézményrendszer létrehozásának és működtetésének támogatása, a hallgatók érdekképviselete és érdekvédelme, a magyar diákok szakmai képzésének és előmenetelének segítése, illetve szakmai tevékenységének támogatása; kapcsolatteremtés és ezeknek ápolása hazai és külföldi ifjúsági és diákszervezetekkel. Hozzájárul a magyar diákok közösségeinek formálásához, a kulturális igényeik kielégítéséhez.

## 1941–1944
Az észak-erdélyi magyar egyetemi és főiskolai hallgatók érdekvédelmi szervezete, 1941 és 1944 között működött a két világháború közötti önálló diákszerveződési kísérletek (Kolozsvári Magyar Egyetemi Hallgatók Egyesülete, Bolyai-kör) folytatásaként. Bár annak idején maga is ki volt téve nacionalista hullámverésnek, igyekezett ellensúlyozni az Erdélybe behatoló jobboldali magyar diákszervezeteket, s mind a román Gusti-féle monografikus iskola, mind a magyar falukutatók hatására népismereti munkásságot fejtett ki. A kebelében működő Orbán Balázs Munkaközösség egy nagyvonalú bálványosváraljai falumonográfia-kísérlet gazdája lett. Nagyobb szociográfiai akciói és "népi est"-jei egy "harmadikutas" irányzatot képviseltek, akárcsak lapja, a Derzsi Sándor, Kolosy Márton és Lőrinczi László szerkesztésében megjelent Március c. folyóirat. A Kolozsvári Magyar Diákok Szövetsége együttműködött a Méhkas Diákszövetkezettel, mely Tóth Samu vezetésével az 1945 utáni években is könyvkiadói tevékenységet fejtett ki.

## 1990 óta
Közel fél évszázados szünetelés után 1990. január 26-án a Kolozsvári Magyar Diákok Szövetsége újjáalakult Kolozsvári Magyar Diákszövetség néven. 1990. március 12-étől 20-ig tartó diáktüntetést szervezett a magyar nyelvű felsőoktatásért, ülősztrájkkal az egyetem lépcsőin. Szakosztályokat létesített a külföldi kapcsolatok, tudomány és kultúra, számítástechnika és informatika, egyesületi rendezvények, sport és kirándulások szervezésére.
A kisebbségi sors alakulásáról, Erdély múltjáról, a vallás és művészet történetéről, néprajzról szóló szabadegyetemi előadássorozatot is szervezett. 1990-től kezdve évente táborozás formájában Erdélyi Diáktalálkozók szervezője és házigazdája: a III. ilyen rendezvényen, Homoródfürdőn (1992) már 14 országból másfélezer vendég vett részt. Campus címmel 1990 októberétől a kolozsvári Szabadságban heti külön oldalt jelentet meg, szerkesztői 1992-ben Balló Áron, Horváth István, Magyari Tivadar, Szabó Mátyás. A szövetség elnökei 1990-95 közt: Villand Helmut, Branea Róbert, Ádám Gábor, Kis Bálint, Hantz Péter, Nagy Károly.
2011-es vezetőség: Elnök: Talpas Botond; vezetőségi tagok: Borzási Sarolta, Fugel Edina, Krippán Kinga, Márton Orsolya, Mokán Arnold és Vetési Imola.
A KMDSZ folyamatosan szervez a diákok körében tudományos, kulturális rendezvényeket, hazai és nemzetközi diáktalálkozókat, tovább írják és szerkesztik Campus című diákújságjukat, 1995 december elseje óta Perspektíva című hetilapjukat is. 
2012-es vezetőség: Elnök: Rés Konrád – Gergely (2012-2016); Vezetőségi tagok: Andacs Zsolt Levente, Enyedi Tamás, Gödri Csilla, Kisgyörgy Réka, Lokodi Katalin, Székely Kinga, Tepfenhardt Betti.
A vezetőségen kívül számos önkéntes szervező, projekt-vezető, szakosztályvezető viszi sikerre a KMDSZ rendezvényeit.
2016-2017-es vezetőség: Elnök: Lőrincz István-Zoltán; Vezetőség: Buryán Tünde, Andacs Zsolt Levente, Fogarassy Botond, Balogh Laura, Szabó Hajnal, Horváth Réka, Kundi Zoltán, Demeter Kamilla.
2017-2018-as vezetőség: Elnök: Lőrincz István-Zoltán; Vezetőség:  Buryán Tünde, Kundi Zoltán, Fogarassy Botond, Sámi Zsuzsa, Sipos Dóra, Kocsis Malvina-Gréti, Szabó Hajnal, Antalka-Csiszár Gergő-Hunor.
2018-2019-es vezetőség: Elnök: Lőrincz István-Zoltán; Vezetőség:  Tankó Helén, Kundi Zoltán, Hatos Attila, Sámi Zsuzsa, Sipos Dóra, Kocsis Malvina-Gréti, Huszár Zoltán, Antalka-Csiszár Gergő-Hunor.
2019-2020-es vezetőség: Elnök: Hatos Attila; Vezetőség:  Sámi Zsuzsa, Tankó Helén, Kiss Oszkár, Struber Henrik-Iliász, Kovács Ákos, Antal Erika.
2020-2021-es vezetőség: Elnök: Hatos Attila; Vezetőség: Ambarus-Egyed Ágnes, Kiss Oszkár, Struber Henrik-Iliász, Antal Erika, Kovács Ákos, Csenteri András-Gergely, Jancsó Helén.
2021-2022-es vezetőség: Elnök: Hatos Attila; Vezetőség: Ambarus-Egyed Ágnes, Gere Edit, Pál Hunor, Albert-Nagy Noémi, Kovács Ákos, Jancsó Helén.
2022-2023-es vezetőség: Elnök: Hatos Attila; Vezetőség: László Petra, Sipos Zsuzsa, Pál Hunor, Albert-Nagy Noémi, Kovács Ákos, Simon Róbert, Kiss Ágota.
2023-2024-es vezetőség: Elnök: László Petra; Vezetőség: Simon Róbert, Sipos Zsuzsa, Göllner Blanka, Sándor Anna-Andrea, Ungvári Bence, Szőke Balázs, Kiss Ágota.

## Érdekképviselet
A Kolozsvári Magyar Diákszövetség egyik legfontosabb feladata a kolozsvári felsőoktatásban tanuló magyar hallgatók érdekvédelme, éppen ezért az Alapszabályzat értelmében a vezetőtanácsban kötelezően kell legyen egy tanügyi-oktatási kérdésekkel foglalkozó tag. Jelenleg a gyakorlatban az érdekképviselet legitimitását, a hallgatók által megválasztott, diákképviselők adják, akik a felsőbb vezetésben képviselik az adott kar hallgatóit. Ahogyan az Alapszabályzat is kimondja, a KMDSZ nem csak a magyar karok hallgatóit képviseli, ezért fontos odafigyelnünk a más nyelvű egyetemeken és karokon tanuló magyar hallgatókra is. 
A Kolozsvári Magyar Diákszövetség keretén belül 23 diákképviselő, 7 diákszenátor és 1 diákalprefektus tevékenykedik. 
Annak érdekében, hogy intézménytől függetlenül képviseljük a kolozsvári magyar diákokat, a KMDSZ kinevezett 4 tanügyi referenst a Képzőművészeti és Formatervezői, az Állatorvosi és Agrármérnöki, a Műszaki és az Orvosi és Gyógyszerészeti Egyetemeken. 
Így összesen 6 kolozsvári egyetemet képviselünk.

### Tanügyi találkozó
Igényt láttunk arra, hogy a különböző egyetemek képviselői egy közös fórum keretén belül is találkozzanak, megosszák tapasztalataikat, tárgyaljanak közös ügyeket, ugyanakkor ezzel a rendezvénnyel szeretnénk megköszönni az egész éves odaadásukat és munkájukat. 

## Szakosztályok
A Kolozsvári Magyar Diákszövetség legfontosabb struktúrai elemét a Szakosztályok képezik. A Szakosztályok különböző karok, egyetemek vagy akár közös érdeklődési körű diákok csoportosulásai, melyek saját tevékenységet folytatnak. Szervezetünkön belül jelenleg 18 szakosztály működik. Ezek a csoportok úgy kapcsolódhatnak be a KMDSZ életébe, hogy részt vesznek a számukra megszervezett, szakosztályos programokon amiknek célja a szakmai és személyes fejlődés. A program fő eseményei a Szakosztályok Fóruma (havonta egy) és az évi két alkalommal rendezett Szakosztályok és Diákképviselők tábora, melyek, nem formális tanulási lehetőséget nyújtanak. Ezen kívül a program fontos célját képezi, hogy minél több szakosztály vegyen részt különböző rendezvény szervezésében.
KMDSZ Szakosztályok:
- KÁOSZ – Állatorvosi Szakosztály
- BÖSZ – Biológia és Ökológia Szakosztály
- BölcsÉsz –  Bölcsészettudományi Kar Szakosztálya
- TeoMusica Szakosztály – BBTE Református Tanárképző és Zeneművészeti kar szakosztálya
- KÚF – Kommunikáció, Újságírás, Film-Fotó Szakosztály
- FÖK – Földrajz Kör
- HÖK – Kolozsvári Hallgatói Önkormányzat
- Jurátus kör –  Kolozsvári Magyar Joghallgatók Szervezete
- KGK – Közgazdász Klub
- KMK –Kolozsvári Műszakis Klub
- KOMATE – Kolozsvári Magyar Történészhallgatók Egyesülete
- KOMIX –  Kolozsvári Magyar Ifjú Kémikusok Szervezete
- MI – Matematika és Informatika kar szakosztálya
- SPOSZA – Testnevelés és Sport karos hallgatók egyesülete
- PSZT! – Pszichológia és Pedagógia Szakosztály
- KÉMSZ – Képzőművészeti Szakosztály
- KFK – Kolozsvári Fizikus Klub
- MASZAT –  Magyar Szociológia és Szociális Munkás Szakosztály
- ESZAK – Egészségügyi Szakosztály
- Perspektíva – Diáklap

## KMDSZ Szolgáltatások
A Kolozsvári Magyar Diákszövetség számos olyan szolgáltatást kínál a hallgatók számára, amelyek szórakozási, kikapcsolódási és fejlődési lehetőséget nyújtanak, ugyanakkor segítenek boldogulni a mindennapi életben.

### KMDSZ A kártya
Az A kártya a Kolozsvári Magyar Diákszövetség (KMDSZ) által létrehozott, ingyenes diákkártya Kolozsváron. Az A kártya segítségével a hallgatók kedvezményekben részesülnek, rendezvényeken, szórakozóhelyeken, kávézókban/ éttermekben. 
A KMDSZ 2019-ben létrehozott egy A kártya applikációt is, amelyben összesítette a kedvezményeket, illetve ezáltal biztosítja a könnyebb elérést és használatot. Az applikáció használható az Android és az iOS operációs rendszerrel is. 

### KMDSZ Karrieriroda
2010-ben újraindul Kolozsváron a KMDSZ Karrieriroda. A KMDSZ Karrieriroda az egyetemi oktatást kívánja kiegészíteni képzésekkel, workshopokkal és programokkal segít választ találni karrier kérdésekre.
Tevékenységünk: 
Diákok számára: 
• Állásajánlatok, szakmai gyakorlati helyek közvetítése
• Segítséget nyújtani, hogy alaposan fel tudjanak készülni a munkaerőpiacra történő sikeres kilépésre
• Jövőtervezés, tanácsadás
• Alapfokú képzések, önfejlesztő trainingek, különböző tanfolyamok
• Felmérések végzése

### KMDSZ Sportiroda
A KMDSZ Sportiroda számos sportágban biztosít sportolási lehetőséget a kolozsvári magyar diákoknak, fiataloknak hogy közösségben, szervezett formában sportoljanak.
Sportágaink folyamatosan bővülnek, hogy mindenki megtalálhassa a saját egyéniségéhez illő sportot. A KMDSZ Sportiroda minden évben megszervezi a KMDSZ Madarasi Sítábort is. 

## Saját Rendezvények
A Kolozsvári Magyar Diákszövetség rendezvényei:
- KMDSZ Téli Majális
- KMDSZ Szakosztályok és Diákképviselők tábora
- KMDSZ Diáknapok
- Erdélyi Tudományos Diákköri Konferencia
- KMDSZ Önkéntes Gála
- KMDSZ Előtér
- KMDSZ Nyári Egyetem
- Ifjúsági Udvar
- KMDSZ Gólyák Éjszakája
- KMDSZ Gólyatábor
- KMDSZ Mentorprogram
- KMDSZ Gólyabál
- KMDSZ Mikulás
- KMDSZ Tanügyi találkozó
- KMDSZ Tudományos mozgalom
- KMDSZ Karrieriroda műhelyfoglalkozások
- KMDSZ Tanügyi Konferencia

## Partnerrendezvények

### VIBE Fesztivál
A VIBE Fesztiválról joggal állíthatjuk, hogy Erdély legszínesebb fesztiválja, amelyre már a kezdetektől a Kolozsvári Magyar Diákszövetség toborozza az önkéntes csapatot és koordinálja a fesztiválon dolgozó önkéntesek munkáját. A 2018-as VIBE Fesztiválon 160 önkéntes dolgozott azon, hogy a fesztiválozók a lehető legjobban érezzék magukat. 2019-ben mivel a VIBE minden tekintetben nőtt az előző évhez képest, természetesen több önkéntesre is szükség volt, így ebben az évben 280 ember dolgozott a fesztivál sikeréért. 
Sajnos a 2020-as évben nem valósulhatott meg a fesztivál úgy, ahogy azt a szervezői csapat megálmodta, de a szervezés kezdeti fázisában csaknem 300 önkéntes jelentkezett.  
Napjainkban a VIBE Fesztiválon évente 500 önkéntes dolgozik azért, hogy a rendezvény megszervezésre kerüljön.  

### Kolozsvári Magyar Napok (KMN)
A Kolozsvári Magyar Napok amellett, hogy összehozza a kolozsvári magyar közösséget, a kincses városba csalogatja mindazokat, akik kulturális élményre vágynak, minőségi programokat kínál kicsiknek és nagyoknak egyaránt. A KMDSZ 2018-ban 155 önkéntessel segített a szervezőknek abban, hogy a programsorozat gördülékenyen fusson, 2019-ben pedig 140 önkéntes munkálkodott a Magyar Napokon, szintén a KMDSZ koordinálásával.  
Napjainkban a Kolozsvári Magyar Napokon a KMDSZ koordinálásában 200 magyar egyetemista és diák segít a rendezvény megvalósulásában.  
Továbbá az ifjúsági szervezetekkel együtt működve a KMDSZ minden évben megszervezi az Ifjúsági Udvart (előző nevén Ifjúsági Pavilont), amelynek célja, hogy a kolozsvári magyar ifjúság számára helyszínt biztosítson, hogy különböző előadásokon és workshoppokon vegyenek részt a Kolozsvári Magyar Napok alatt. 

### Méra Világzenei Csűrfesztivál
A Méra Világzenei Csűrfesztivál a változatos zenei műfajok szerelmeseit szólítja meg, színes koncertek és előadások várják az érdeklődőket. 
A Kolozsvári Magyar Diákszövetség 2018-ban és 2019-ben hozzájárult a fesztivál létrejöttéhez az önkéntesek toborzása és koordinálása által, 2018-ban 33, míg 2019-ben 35 önkéntes dolgozott a fesztiválon. 

### Interferenciák Nemzetközi Színházi Fesztivál
Az Interferenciák két évente megrendezésre kerülő Nemzetközi Színházi Fesztivál, melynek keretein belül több helyen folynak előadások és kerekasztal beszélgetések egyaránt. 2018-ban először toborozta és koordinálta az Interferenciák önkénteseit a KMDSZ, ezáltal már nem csupán a Filmművészeti Egyetem hallgatói, de külsős emberek is bekapcsolódhattak a szervezésbe, bekukkanthattak a kulisszák mögé.
Ebben az évben 60 önkéntes tevékenykedett a fesztivál ideje alatt különböző területeken a KMDSZ koordinálásával.

### Discoteca ‘80
A Discoteca ‘80 központjában a nosztalgia állt, a szervezők a nyolcvanas évek hangulatát idézték meg az élő koncertek által. A rendezvény során a KMDSZ az önkéntesek koordinálásával foglalkozik, a 2018-as évben a Discoteca ‘80-ra 75 önkéntest vitt a KMDSZ és koordinálta a tevékenységüket a rendezvény alatt. A 2019-es évben ugyancsak a Kolozsvári Magyar Diákszövetség foglalkozott az önkéntesekkel, ekkor 105 önkéntes munkálkodott a rendezvény sikerességén. 

## Díjai, elismerései
- Báthory-díj (2009)[2]